# Eulimostraca linearis
Eulimostraca linearis is een slakkensoort uit de familie van de Eulimidae. De wetenschappelijke naam van de soort is voor het eerst geldig gepubliceerd in 1858 door Carpenter.